# Otto Luening
Otto Clarence Luening (ur. 15 czerwca 1900 w Milwaukee w stanie Wisconsin, zm. 2 września 1996 w Nowym Jorku) – amerykański kompozytor, dyrygent i pedagog.

## Życiorys
Syn Eugene’a Lueninga, pianisty, kompozytora i nauczyciela. W 1912 roku przeprowadził się wraz z rodzicami do Monachium, gdzie uczył się w Staatliche Akademie der Tonkunst gry na flecie, fortepianie oraz teorii. W 1916 roku debiutował jako flecista. W 1917 roku wyjechał do Zurychu, gdzie uczył się w konserwatorium u Philippa Jarnacha, studiował na Uniwersytecie Zuryskim i poznał Ferruccio Busoniego. Grał też na flecie w zuryskiej Tonhalle-Orchester i operze miejskiej, był też aktorem i reżyserem w James Joyce’s English Players Company. W 1920 roku wrócił do USA i osiadł w Chicago, gdzie w 1922 roku wspólnie z Gilbertem Wilsonem założył American Grand Opera Company. W latach 1925–1928 był kierownikiem departamentu operowego Eastman School of Music w Rochester i dyrygentem Rochester American Opera Company. Od 1932 do 1934 roku wykładał na University of Arizona w Tucson, następnie od 1934 do 1944 roku był kierownikiem departamentu muzycznego Bennington College. W latach 1935–1937 był asystentem dyrygenta New York Philharmonic Chamber Orchestra. Od 1944 do 1948 roku był dyrektorem działu muzycznego Barnard College, a od 1948 do 1964 roku jego wykładowcą. Od 1949 do 1968 roku był także profesorem Uniwersytetu Columbia. Od 1971 do 1973 roku wykładał w Juilliard School w Nowym Jorku.
Współzałożyciel American Composers Alliance, w latach 1945–1951 był jego przewodniczącym. Był też współzałożycielem American Music Center (1939) i Composers’ Recordings (1954). Trzykrotny laureat stypendium Fundacji Pamięci Johna Simona Guggenheima (1930–1931, 1931–1932 i 1974–1975). Od 1952 roku członek National Institute of Arts and Letters. Do jego uczniów należeli Wendy Carlos, Chou Wen-chung, John Corigliano, Philip Corner, Mario Davidovsky, Charles Dodge, Malcolm Goldstein, William Hellermann, Ezra Laderman, Alice Shields, Harvey Sollberger, Joan Tower i Charles Wuorinen.

## Twórczość
Był autorem ponad 270 kompozycji, odznaczających się różnorodną stylistyką. Jako jeden z pierwszy twórców amerykańskich nagrywał muzykę na taśmę, operując nagranym na taśmę magnetofonową dźwiękiem instrumentów poddanym przekształceniom technologicznym, a także komponując utwory, w których wykonywanej na żywo muzyce orkiestrowej towarzyszą nagrania z taśmy. Współpracował z Vladimirem Ussachevsky’m, z którym w 1952 roku założył działające przy Uniwersytecie Columbia pierwsze amerykańskie studio muzyki elektronicznej, od 1959 roku znane pod nazwą Columbia-Princeton Electronic Music Center, którego do 1980 roku był wicedyrektorem.
Był autorem prac Music Materials and the Public Library (1949), Electronic Tape Music, 1952: The First Compositions (wspólnie z Vladimirem Ussachevsky’m, 1977) i The Odyssey of an American Composer: The Autobiography of Otto Luening (1980).

## Ważniejsze kompozycje
(na podstawie materiałów źródłowych)

### Utwory orkiestrowe
- Concertino na flet i orkiestrę kameralną (1923)
- Music (1923)
- 12 fantazji symfonicznych (I 1924, II 1939–1949, III 1969–1981, IV 1969–1981, V 1978–1985, VI 1985, VII 1986, VIII 1986, IX 1989, X 1990, XI 1991, XII 1994)
- Serenade na 3 rogi i smyczki (1927)
- Short Symphony (1929–1980)
- Symphonic Interludes (I 1935, II 1935, III 1975, IV 1985, V 1986)
- Prelude to a Hymn Tune by William Billings (1937)
- Serenade na flet i smyczki (1940)
- Pilgrim’s Hymn (1946)
- Prelude: World Without People na orkiestrę kameralną (1946)
- Legend na obój i smyczki (1951)
- Louisville Concerto, tytuł zmieniony później na Kentucky Concerto (1951)
- Winsonsin Suite „Of Childhood Tunes Remembered” (1954)
- Lyric Scene na flet i smyczki (1958)
- Fantasia na kwartet smyczkowy i orkiestrę (1959)
- Fantasia na smyczki (1966)
- Sonority Forms (I 1973, II 1983)
- Wisconsin Symphony (1975)
- Potawatomi Legends na orkiestrę kameralną (1980)
- Fanfare for Those We Have Lost na orkiestrę dętą (1993)

### Utwory kameralne
- Minuet and Pollutionen Gavotte na wiolonczelę i fortepian (1917)
- 3 sonaty skrzypcowe (1917, 1922, 1943–1951)
- Sekstet na flet, klarnet, róg, altówkę, skrzypce i wiolonczelę (1918)
- Variations on Christus der ist mein Leben na kwartet rogowy (1918)
- Sonatina na flet (1919)
- Fuga na kwartet smyczkowy (1919)
- 3 kwartety smyczkowe (I 1919–1920, II 1924, III 1928)
- Trio fortepianowe (1921)
- Variations on the National Air Yankee Doodle na flet piccolo i fortepian (ok. 1922)
- Legend na skrzypce i fortepian (1924)
- 2 sonaty wiolonczelowe (1924, 1992)
- Fantasia brevis na flet i fortepian (1929)
- Short Fantasy na skrzypce i róg (1930)
- Mañana na skrzypce i fortepian (1933)
- Fantasia brevis na klarnet i fortepian (1936)
- Short Ballad na 2 klarnety i smyczki (1937)
- Short Sonata (No. 1 na flet i klawesyn lub fortepian 1937, No. 2 na flet i fortepian 1971, No. 3 na flet i fortepian 1966)
- Fuguing Tune na kwintet dęty (1938–1939)
- Short Fantasy na skrzypce i fortepian (1938)
- The Bass with the Delicate Air na flet, obój, klarnet i fagot (1940)
- Variations on Bach’s Chorale Prelude Liebster Jesu wir sind hier na wiolonczelę i fortepian (1942)
- Aria na wiolonczelę i fortepian (1943)
- Suita na skrzypce, altówkę i wiolonczelę (1944–1966)
- Suita na wiolonczelę lub altówkę i fortepian (1946)
- 5 suit na flet (I 1947, II ok. 1959, III 1961, IV 1963, V 1969)
- Easy March na flet prosty, flet, obój i fortepian (1950)
- 3 Nocturnes na obój i fortepian (1951)
- Sonata na fagot lub wiolonczelę i fortepian (1952)
- Trio na flet, skrzypce i fortepian (1952)
- Sonata na puzon (1953)
- Suita na kontrabas i fortepian (1953)
- Sonata Composed in 2 Dayturns na wiolonczelę (1958)
- Sonata na kontrabas solo (1958)
- Sonata na altówkę solo (1958)
- 3 sonaty na skrzypce solo (1958, 1968, 1971)
- Song, Poem, and Dance na flet i kwartet smyczkowy (1958)
- 3 Fantasias na gitarę (1960–1981)
- Sonority Canon na od 2 do 37 fletów (1962)
- 3 Duets na 2 flety (1962)
- Trio na flet, wiolonczelę i fortepian (1962)
- Duo na skrzypce i altówkę (1963)
- Elegy na skrzypce (1963)
- March for Diverse High and Low Instruments (1963)
- Suite for Diverse High and Low Instruments (1963)
- Entrance and Exit Music na 3 trąbki, 3 puzony i talerze (1964)
- Fanfare for a Festive Occasion na 3 trąbki, 3 rogi, 3 puzony, kotły, dzwony i talerze (1965)
- Fantasia na wiolonczelę (1966)
- Trio for 3 Flutists (1966)
- 14 Easy Duets na 2 flety proste (1967)
- Meditation na skrzypce (1968)
- Trio na trąbkę, róg i puzon (1969)
- Introduction and Allegro na trąbkę i fortepian (1971)
- Easy Suite na smyczki (1971)
- 8 Tone Poems na 2 altówki (1971)
- Elegy for Lonesome Ones na 2 klarnety i smyczki (1974)
- Mexican Serenades na 11 instrumentów (1974)
- Prelude and Fugue na flet, klarnet i fagot (1974)
- 4 Cartoons: Short Suite na flet, klarnet i fagot (1974)
- Suita na 2 flety, fortepian i wiolonczelę ad libitum (1976)
- Triadic Canon with Variations na flet i 2 skrzypiec (1976)
- Potawatomi Legends No. 2: Fantasias on Indian Motives na flet (1978)
- 10 Canons na 2 flety (1980)
- 2 Fantasias na skrzypce, wiolonczelę i fortepian (1981, 1993)
- Fantasia na klarnet (1982)
- Fantasia na skrzypce (1982)
- Serenade na skrzypce, wiolonczelę i fortepian (1983)
- Fantasia and Dance in Memoriam Max Pollikoff na skrzypce (1984)
- Opera Fantasia na skrzypce i fortepian (1985)
- Serenade and Dialogue na flet i fortepian (1985)
- 3 Canons na 2 flety (1985)
- Duo na flet i altówkę (1985)
- 3 Fantasias na flet barokowy (1986)
- Suita na róg (1987)
- 3 Études na wiolonczelę (1987)
- Lament na wiolonczelę (1987)
- Divertimento na obój, skrzypce, altówkę i wiolonczelę (1988)
- Divertimento na 2 trąbki, róg, puzon i tubę (1988)
- Green Mountain Evening, July 25, 1988 na flet, obój, klarnet, 2 wiolonczele i fortepian (1988)
- Canon with Variations na kontrabas (1989)
- Kwartet fletowy (1989)
- Dealer’s Choice: Divertimento na obój lub flet, klarnet i fagot (1990)
- Sonata wiolonczelowa (1992)
- Sonata na wiolonczelę solo (1992)
- Canonical Studies na 2 flety (1993)
- Canonical Variations na kwartet smyczkowy (1994)
- Divertimento na klarnet, skrzypce i fortepian (1994)
- Suita na flet (2000)

### Utwory fortepianowe
- Fuga a tre voce (1918)
- Music for Piano: A Contrapuntal Study (1921)
- Coal-Scuttle Blues (1922–1923)
- 2 Bagatelles (1924)
- Hymn to Bacchus (1926)
- Dance Sonata (1928)
- 8 Pieces (1928)
- Intermezzo III (1928)
- 5 Intermezzi (1932–1936)
- Phantasy (1935)
- Andante (1936)
- 8 Preludes (1936)
- 2 Inventions (1938)
- 6 Inventions (1938–1939)
- 6 Short Sonatas (1940, 1958, 1958, 1967, 1979, 1979, 1979)
- Canonical Study (1941)
- Easy Canons (1941)
- Canon in the Octave (1945)
- 10 Pieces for 5 Fingers (1946)
- In Memoriam Ferruccio Busoni (1955–1966)
- Gay Picture (1957)
- The Bells of Bellagio na fortepian na 4 ręce lub 6 na rąk (1967)
- Sonority Forms (I 1983, II The Right-hand Path na fortepian na prawą rękę 1984, III 1989)
- Tango (1985)
- Song Without Words (1987)
- Chords at Night (1988)
- Image (1989)
- 2 Études (1994)
- Fantasia Etudes (1994)

### Utwory wokalno-instrumentalne
- Trio na sopran, flet i skrzypce (1923–1924)
- The Soundless Song na sopran, flet, klarnet, kwartet smyczkowy i fortepian (1924)
- When in the Langour of Evening na sopran, chór, kwartet smyczkowy lub dęty i fortepian (1932)
- Suita na sopran i flet (1936–1937)
- No Jerusalem But This na solistów, chór i zespół kameralny (1982)
- Lines from the First Book of Urizen and Vala, or Dream of 9 Nights na solistów i chór (1983)

### Muzyka elektroniczna
- Fantasy in Space na flet i taśmę (1952)
- Invention in 12 Notes na flet i taśmę (1952)
- Low Speed na flet i taśmę (1952)
- Gargoyles na skrzypce i syntezator (1961)
- A Day in the Country na skrzypce i syntezator (1961)
- A Study in Synthesized Sounds (1961)
- Synthesis na orkiestrę i dźwięki elektroniczne (1962)
- Moonflight na flet i taśmę (1967)
- Variations on Fugue and Chorale Fantasy na organy i dźwięki elektroniczne (1973)
- Incantation, wspólnie z Vladimirem Ussachevsky’m (1953)
- Rhapsodic Variations na taśmę i orkiestrę, wspólnie z Vladimirem Ussachevsky’m (1953–1954)
- A Poem in Cycles and Bells na taśmę i orkiestrę, wspólnie z Vladimirem Ussachevsky’m (1954)
- Concerted Piece na taśmę i orkiestrę, wspólnie z Vladimirem Ussachevsky’m (1960)
- Diffusion of Bells, wspólnie z Halimem El-Dabhem (1962–1965)
- Electronic Fanfare na flet prosty, syntezator i perkusję lub taśmę, wspólnie z Halimem El-Dabhem (1962–1965)

### Utwory sceniczne
- opera Evangeline, libretto kompozytora według H.W. Longfellowa (1932, nowa wersja 1942)
- balet Of Identity na organy nagrane na taśmę, wspólnie z Vladimirem Ussachevsky’m (1954)
- balet Theatre Piece No. 2 na głos, instrumenty i taśmę (1956)